# Stage 5
"Stage 5" je 79. epizoda HBO-ove televizijske serije Obitelj Soprano. To je druga epizoda druge polovice šeste sezone serije. Napisao ju je Terence Winter, režirao Alan Taylor, a originalno je emitirana 15. travnja 2007.

## Radnja
Christopherov mafijaški orijentiran horor film Cleaver dovršen je, s Danielom Baldwinom u ulozi mafijaškog bossa. Za ručkom Sopranovih, Carmela kaže kako će se premijera filma i kasnija zabava održati na Manhattanu. Meadow spominje prekid sa svojim zaručnikom Finnom, ali ne i detalje. Vlada napetost i između A.J.-a i njegove djevojke Blance.  
Tony se šokira ugledavši agente Harrisa i Goddarda ispred njegova prilaza dok je silazio po novine, ali mu oni samo kažu da im proslijedi informacije o potencijalnom terorizmu ako naiđe na njih tijekom svoga posla jer oni sada rade za Protuteroristički odjel FBI-a. Tony odbije i vrati se u kuću.
U filmu Cleaver, mafijaški boss sastaje se sa svojom ekipom u svojem podrumu noseći bijeli ogrtač i psujući, kao i Tony. Na kasnijoj zabavi, Tony čestita Christopheru na njegovu filmu iako u isto vrijeme primjećuje kako glavni lik sliči baš njemu. Nastavljaju se tenzije između A.J.-a i Blance, a Larryja Boy Baresea uhite savezni šerifi zbog kršenja uvjeta kućnog pritvora.
Carmela vidi i neke druge sličnosti između Baldwinova lika i Tonyja. Uzrujana je jer se mafijaški boss udvara zaručnici svojeg nećaka, što Carmelu podsjeća na Adrianu. Film završava sa šefom koji pogiba od ruke svog podređenog, nakon čega Carmela povjeruje da je to Christopherova "osvetnička fantazija". Christopher razgovara sa svojim posljednjim sponzorom iz Anonimnih alkoholičara, Eddiejem Dunnom, i kaže kako se više ne osjeća ugodno u Bada Bingu jer ga Tony i njegovi prijatelji sve više podbadaju zbog njegove ovisnosti. 
Carmela se suoči s Christopherom na temu filma i izrazi svoje razočaranje njime. Christopher je zabrinut pa kaže scenaristu filma J.T.-u Dolanu da ustvrdi da je to bila njegova ideja, unatoč činjenici da Dolan nije potpisan na špici filma. Nakon što J.T. odbije, Christopher ga udari u glavu. J.T. zatim posjećuje Bada Bing i ustvrdi da je ukrao lik šefa, ali i ljubavni trokut, iz filma Jučer rođena. Tony primjećuje modricu na J.T.-ovoj glavi, a ovaj ustvrdi kako se slučajno udario. Tony zatim pogleda film, ali ne povjeruje Dolanovim tvrdnjama. Tony prizna dr. Melfi da razmišlja da li ga Christopher uistinu želi mrtva. U suzama se prisjeća kako je Christopheru bio očinska figura kao i Christopherov pokojni otac njemu. Priznaje da voli Christophera kao vlastitog sina.
Johnny Sack premješten je u zatvorsku bolnicu u Springfieldu, gdje umire od raka pluća te se sprijateljuje s liječnikom Warrenom Feldmanom, koji je osuđeni ubojica te služi kaznu. John kasnije umire s obitelji uz sebe. Čini se kako nitko od njegovih suradnika iz New Yorka ne želi biti njegov nasljednik; Phil Leotardo je zabrinut vodećom pozicijom nakon što je pretrpio srčani udar; Gerry Torciano, Philov štićenik, spreman je preuzeti vodstvo, ali biva ubijen tijekom večere sa Silviom. Tony vjeruje kako je ubojstvo naručio Faustino "Doc" Santoro, još jedan u nizu onih koji žele biti šefom njujorške obitelji. Na dan koji je trebao biti 47. rođendan njegova brata Billyja, Phil izražava svoju ogorčenost što se nikad nije osvetio za svoje posljednje gubitke —- iako ostaje nejasno misli li na osvetu zbog smrti Billyja, Gerryja ili obojice.
Tenzije između Tonyja i Christophera ostaju neizgovorene čak i pri zagrljaju nakon što Tony postaje kum Christopherovu djetetu, Caitlin, na njezinom krštenju.

## Glavni glumci
- James Gandolfini kao Tony Soprano
- Lorraine Bracco kao dr. Jennifer Melfi
- Edie Falco kao Carmela Soprano
- Michael Imperioli kao Christopher Moltisanti
- Dominic Chianese kao Corrado Soprano, Jr. *
- Steven Van Zandt kao Silvio Dante
- Tony Sirico kao Paulie Gualtieri
- Robert Iler kao A.J. Soprano
- Jamie-Lynn Sigler kao Meadow Soprano
- Aida Turturro kao Janice Soprano
- Steve Schirripa kao Bobby Baccalieri
- Vincent Curatola kao Johnny Sack
- Frank Vincent kao Phil Leotardo
- Ray Abruzzo kao Little Carmine
- Sharon Angela kao Rosalie Aprile
- Dan Grimaldi kao Patsy Parisi

* samo potpis

### Gostujući glumci
| - Jerry Adler kao Hesh Rabkin - Daniel Baldwin kao on sam/Sally Boy - John Bianco kao Gerry Torciano - Denise Borino kao Ginny Sacramoni - Cara Buono kao Kelli Moltisanti - John "Cha Cha" Ciarcia kao Albie Cianflone - Dan Conte kao Faustino "Doc" Santoro - Miryam Coppersmith kao Sophia Baccalieri - Tim Daly kao J.T. Dolan - Tony Darrow kao Lawrence "Larry Boy" Barese - Ariana DiLorenzo kao Alexandra Lupertazzi - Allison Dunbar kao Nicole Lupertazzi | - Kadin i Kobi George kao Hector Selgado - Maria Iadonisi kao žena Larryja Baresea - Michael Kelly kao agent Ron Goddard - Jonathan LaPaglia kao Cleaver - Marianne Leone kao Joanne Moltisanti - Geraldine LiBrandi kao Patty Leotardo - Lenny Ligotti kao Nicky - Anna Mancini kao Donna Parisi - Lou Martini, Jr. kao Anthony Infante - Angelo Massagli kao Bobby Baccalieri, Jr. - Christopher McDonald kao Eddie Dunne - Christina Milion kao Catherine Sacramoni - Arthur J. Nascarella kao Carlo Gervasi | - George Pogatsia kao Frankie - Sydney Pollack kao Warren Feldman - Susan Porro kao djevojka J.T.-a Dolana - Dania Ramirez kao Blanca Selgado - Anthony J. Ribustello kao Dante Greco - Geraldo Rivera kao on sam - Sam Semenza kao Carmine Lupertazzi III - Matt Servitto kao agent Dwight Harris - Caitlin Van Zandt kao Allegra Marie Sacramoni - Maureen Van Zandt kao Gabriella Dante - Matthew Weiner kao Manny Safier - John Wu kao Morgan Yam |

## Umrli
- John "Johnny Sack" Sacramoni: umire od raka u zatvorskoj bolnici.
- Gerardo "Gerry" Torciano: ustrijeljen u restoranu po naredbi Faustina "Doca" Santora.

## Naslovna referenca
- Nakon što mu je rečeno kako je njegov rak napredovao do 4. faze, Johnny Sack shvaća kako 5. faza ne postoji.
- Stage 5 može se odnositi i na Christopherov film.

## Produkcija
- HBO je objavio lažni dokumentarac "Behind the Scenes", pogled na Cleaver tjedan dana prije emitiranja epizode. Uključivao je intervjue s Christopherom, Little Carmineom i redateljem Morganom Yamom.
- Scenarist serije Matthew Weiner pojavljuje se drugi put u seriji kao pisac stručnjak za mafiju, ovaj put kao gost u emisiji Geralda Rivere.

## Reference na prijašnje epizode
- U završnoj sceni Cleavera, prije nego što Michael ubija Sally Boya, postoji kadar automobilskog prednjeg stakla u garaži u kojoj se događa scena ubojstva. Na retrovizoru se nalazi isti privjesak za ključeve koji je Furio kupio u Italiji za A.J.-a u epizodi "The Strong, Silent Type".
- U Cleaveru, prije nego što je ubijen, Sally Boy spava sa zaručnicom svoga nećaka, za koju Carmela misli da je temeljena na Adriani; Sally Boyevo ime podsjeća na Mustang Sallyja, koji je spavao s Adrianinom prijateljicom prije nego što je ubijen u "Another Toothpick", epizodi koju je napisao Terence Winter.
- Phil Leotardo proslavlja 47. rođendan svoga pokojnog brata Billyja; Tony je proslavljao isti rođendan u prethodnoj epizodi, "Soprano Home Movies".

## Reference na druge medije
- Nazdravljajući uspomeni na Johnnyja Sacka, Paulie kaže, "Ride the painted pony, let the spinning wheel glide", što je pogrešan citat stiha iz pjesme "Spinning Wheel" sastava Blood, Sweat & Tears.

## Glazba
- Pjesma/poema iz odjavne špice je "Evidently Chickentown" Johna Coopera Clarkea s albuma Snap, Crackle & Bop.

## Vanjske poveznice
- "Stage 5" u internetskoj bazi filmova IMDb-a